# Parma Football Club 2009-2010
Questa voce raccoglie le informazioni riguardanti il Parma Football Club nelle competizioni ufficiali della stagione 2009-2010.

## Stagione
Nella stagione 2009-10 il Parma, tornato in A dopo un solo anno, conferma il tecnico Francesco Guidolin: la stagione inizia bene per i ducali che nelle prime 5 partite ottengono tre vittorie, un pareggio e una sconfitta (contro i campioni interisti per 2-0 a Milano). Alla decima giornata, dopo la vittoria per 2-0 sull'altra neopromossa Bari, il Parma sale al quarto posto. Nelle successive sei partite, fa 11 punti e si mantiene al 4º posto prima delle feste natalizie. Tuttavia, il girone d'andata si conclude in modo pessimo per i parmensi, che perdono le ultime tre partite, mantenendo comunque un gran vantaggio sulla zona retrocessione.
Il momento buio prosegue anche nel girone di ritorno con 2 punti fatti in 9 partite nonostante il buon pareggio ottenuto con l'Inter per 1-1. La vittoria sulla Sampdoria alla 26ª giornata mette fine al periodo nero per i ducali. La squadra conquista altre tre vittorie e quattro pareggi nelle successive 7 partite (vittorie contro le più quotate Milan in casa e Napoli in trasferta, ottenute a fine gara) che la fa salire a tre punti dalla qualificazione in Europa League. Ma le successive tre sconfitte consecutive compromettono l'ingresso in Europa. 
La squadra ducale si classificherà all'ottavo posto, con tre punti in meno della Juventus (che accede al turno preliminare di Europa League), battuta a Torino dopo 11 anni per 3-2.
In Coppa Italia non supera il primo turno, perdendo 1-2 contro il Novara il 14 agosto, prima dell'inizio del campionato.

## Divise e sponsor
Lo sponsor tecnico per la stagione 2009-2010 è Erreà.
| Casa | Trasferta | Terza divisa | Quarta divisa |

## Organigramma societario
Area direttiva
- Presidente: Tommaso Ghirardi
- Vice Presidente: Diego Penocchio
- Amministratore delegato: Pietro Leonardi

Area organizzativa
- Segretario generale: Alessio Paini
- Team manager: Alessandro Melli

Area comunicazione
- Responsabile Ufficio Stampa: Alberto Monguidi
- Ufficio Stampa: Roberto Rodio

Area marketing
- Ufficio marketing: G Sport s.r.l. (Martino Ferrari, Franco Bardiani, Mattia Incannella)

Area tecnica
- Direttore sportivo: Corrado Di Taranto
- Allenatore: Francesco Guidolin
- Preparatore/i atletico/i: Bernardino Petrucci
- Preparatore dei portieri: Lorenzo di Iorio

Area sanitaria
- Responsabile sanitario: Diego Lertora
- Massaggiatore: Corrado Gatti

## Rosa
| N. |                     | Ruolo | Calciatore                 |
| -- | ------------------- | ----- | -------------------------- |
| 1  | Italia (bandiera)   | P     | Nicola Pavarini            |
| 2  | Italia (bandiera)   | D     | Christian Panucci          |
| 3  | Italia (bandiera)   | D     | Luca Antonelli             |
| 4  | Italia (bandiera)   | C     | Stefano Morrone (capitano) |
| 5  | Italia (bandiera)   | D     | Cristian Zaccardo          |
| 6  | Italia (bandiera)   | D     | Alessandro Lucarelli       |
| 7  | Italia (bandiera)   | D     | Paolo Castellini           |
| 8  | Italia (bandiera)   | C     | Francesco Lunardini        |
| 9  | Italia (bandiera)   | A     | Davide Lanzafame           |
| 10 | Svizzera (bandiera) | C     | Blerim Džemaili            |
| 11 | Italia (bandiera)   | C     | Andrea Pisanu              |
| 11 | Cile (bandiera)     | C     | Luis Antonio Jiménez       |
| 14 | Italia (bandiera)   | C     | Daniele Galloppa           |
| 15 | Italia (bandiera)   | D     | Paolo Hernán Dellafiore    |
| 16 | Italia (bandiera)   | C     | Pietro Baccolo             |
| 17 | Kenya (bandiera)    | C     | McDonald Mariga            |
| 18 | Cile (bandiera)     | C     | Nicolás Córdova            |

| N. |                      | Ruolo | Calciatore                |
| -- | -------------------- | ----- | ------------------------- |
| 19 | Italia (bandiera)    | D     | Damiano Zenoni            |
| 20 | Francia (bandiera)   | A     | Jonathan Biabiany         |
| 21 | Italia (bandiera)    | C     | Alessio Manzoni           |
| 22 | Italia (bandiera)    | P     | Stefano Russo             |
| 23 | Italia (bandiera)    | A     | Nicola Amoruso            |
| 24 | Italia (bandiera)    | D     | Massimo Paci              |
| 26 | Guinea (bandiera)    | D     | Mohamed Lamine Traoré     |
| 29 | Argentina (bandiera) | D     | Pablo Ezequiel Fontanello |
| 32 | Italia (bandiera)    | C     | Alessandro Budel          |
| 34 | Somalia (bandiera)   | D     | Abel Gigli                |
| 43 | Italia (bandiera)    | A     | Alberto Paloschi          |
| 45 | Italia (bandiera)    | C     | Lorenzo Galassi           |
| 77 | Argentina (bandiera) | A     | Hernán Crespo             |
| 80 | Italia (bandiera)    | C     | Francesco Valiani         |
| 83 | Italia (bandiera)    | P     | Antonio Mirante           |
| 86 | Bulgaria (bandiera)  | A     | Valeri Božinov            |
| 90 | Italia (bandiera)    | C     | Riccardo Pasi             |

## Calciomercato

### Sessione estiva(dall'1/7 al 31/8)
| Acquisti | Acquisti                  | Acquisti        | Acquisti                                    |
| R.       | Nome                      | da              | Modalità                                    |
| -------- | ------------------------- | --------------- | ------------------------------------------- |
| P        | Antonio Mirante           | Sampdoria       | prestito con diritto di riscatto            |
| P        | Stefano Russo             | Brindisi        | definitivo                                  |
| D        | Paolo Hernán Dellafiore   | Palermo         | prestito con diritto di riscatto della metà |
| D        | Pablo Ezequiel Fontanello | Tigre           | definitivo (4 milioni €)                    |
| D        | Alberto Galuppo           | Treviso         | fine prestito                               |
| D        | Christian Panucci         | Roma            | svincolato                                  |
| D        | Cristian Zaccardo         | Wolfsburg       | definitivo (4 milioni €)                    |
| C        | Manuel Coppola            | Siena           | definitivo (1,2 milioni €)                  |
| C        | Nicolás Andrés Córdova    | Grosseto        | svincolato                                  |
| C        | Blerim Džemaili           | Torino          | prestito con diritto di riscatto della metà |
| C        | Daniele Galloppa          | Siena           | comproprietà (2 milioni €)                  |
| C        | Francesco Parravicini     | Atalanta        | fine prestito                               |
| C        | Filippo Savi              | SPAL            | riscatto compr.                             |
| C        | Luca Tedeschi             | Treviso         | svincolato                                  |
| A        | Nicola Amoruso            | Torino          | definitivo                                  |
| A        | Jonathan Biabiany         | Inter           | prestito con diritto di riscatto della metà |
| A        | Valeri Božinov            | Manchester City | prestito                                    |
| A        | Davide Lanzafame          | Palermo         | prestito                                    |
| A        | Simone Malatesta          | Carpenedolo     | definitivo                                  |
| A        | Daniele Paponi            | Rimini          | fine prestito                               |

| Cessioni | Cessioni              | Cessioni    | Cessioni                                    |
| R.       | Nome                  | a           | Modalità                                    |
| -------- | --------------------- | ----------- | ------------------------------------------- |
| P        | Gianluca Pegolo       | Genoa       | fine prestito                               |
| D        | Giulio Falcone        |             | svincolato                                  |
| D        | Alberto Galuppo       | Cremonese   | prestito con diritto di riscatto            |
| D        | Marco Rossi           | Sampdoria   | prestito con diritto di riscatto della metà |
| D        | Magnus Troest         | Genoa       | riscatto compr. (0,9 milioni €)             |
| C        | Manuel Coppola        | Torino      | prestito                                    |
| C        | Antonino D'Agostino   | Atalanta    | fine prestito                               |
| C        | Francesco Parravicini | Siena       | definitivo                                  |
| C        | Filippo Savi          | Carpenedolo | prestito                                    |
| C        | Luca Tedeschi         | Ternana     | comproprietà                                |
| A        | Julio César León      | Torino      | prestito                                    |
| A        | Cristiano Lucarelli   | Livorno     | prestito con diritto di riscatto            |
| A        | Simone Malatesta      | Mantova     | comproprietà                                |
| A        | Daniele Paponi        | Perugia     | prestito                                    |
| A        | Reginaldo             | Siena       | comproprietà (5 milioni €)                  |
| A        | Daniele Vantaggiato   | Torino      | prestito con diritto di riscatto della metà |

### Sessione invernale(dal 7/1 al 1º/2)
| Acquisti | Acquisti             | Acquisti          | Acquisti                         | Acquisti |
| R.       | Nome                 | da                | Modalità                         |          |
| -------- | -------------------- | ----------------- | -------------------------------- | -------- |
| C        | Francesco Valiani    | Bologna           | comproprietà                     |          |
| C        | Luis Antonio Jiménez | West Ham Utd      | prestito                         |          |
| A        | Riccardo Pasi        | Bologna           | comproprietà                     |          |
| A        | Nemanja Čović        | Proleter Novi Sad | prestito con diritto di riscatto |          |
| A        | Hernán Crespo        | Genoa             | definitivo                       |          |

| Cessioni | Cessioni          | Cessioni | Cessioni                         |
| R.       | Nome              | a        | Modalità                         |
| -------- | ----------------- | -------- | -------------------------------- |
| C        | Andrea Pisanu     | Bologna  | comproprietà                     |
| A        | Nicola Amoruso    | Atalanta | prestito con diritto di riscatto |
| D        | Christian Panucci |          | rescissione consensuale          |
| D        | Pablo Fontanello  | Tigre    | prestito                         |
| C        | Nicolás Córdova   | Brescia  | comproprietà                     |
| C        | Alessandro Budel  | Brescia  | comproprietà                     |
| C        | Alessio Manzoni   | Brescia  | prestito                         |
| D        | McDonald Mariga   | Inter    | comproprietà                     |

## Risultati

### Serie A

#### Girone di andata
| Arbitro: | Valeri (Roma) |

|                             |           |                               |
| Di Natale 45+3’ (rig.), 89’ | Marcatori | 42’ Paloschi 49’ A. Lucarelli |

| Arbitro: | Mazzoleni (Bergamo) |

|                           |           |               |
| Galloppa 14’ Paloschi 47’ | Marcatori | 15’ Biagianti |

| Arbitro: | Rosetti (Torino) |

|                      |           |  |
| Eto'o 71’ Milito 88’ | Marcatori |  |

| Arbitro: | Giannoccaro (Lecce) |

|              |           |  |
| Zaccardo 17’ | Marcatori |  |

| Arbitro: | Velotto (Grosseto) |

|                   |           |                                  |
| Zárate 41’ (rig.) | Marcatori | 20’ Božinov 45+1’ (rig.) Amoruso |

| Arbitro: | Tommasi (Bassano del Grappa) |

|  |           |                     |
|  | Marcatori | 8’ Jeda 58’ Dessena |

| Arbitro: | Mazzoleni (Bergamo) |

|             |           |              |
| Pazzini 23’ | Marcatori | 30’ Galloppa |

| Arbitro: | Brighi (Cesena) |

|            |           |  |
| Božinov 6’ | Marcatori |  |

| Arbitro: | Romeo (Verona) |

|                                             |           |              |
| Valdés 43’ (rig.) Tiribocchi 52’ Peluso 84’ | Marcatori | 77’ Paloschi |

| Arbitro: | Baracani (Firenze) |

|                          |           |  |
| Božinov 58’ Paloschi 66’ | Marcatori |  |

| Arbitro: | Russo (Nola) |

|                      |           |  |
| Borriello 12’, 90+3’ | Marcatori |  |

| Arbitro: | Pinzani (Empoli) |

|                            |           |  |
| Zaccardo 41’ Lanzafame 72’ | Marcatori |  |

| Arbitro: | Orsato (Schio) |

|                    |           |                                       |
| Gilardino 26’, 62’ | Marcatori | 30’ Amoruso 52’ Božinov 68’ Lanzafame |

| Arbitro: | Trefoloni (Siena) |

|                    |           |           |
| Amoruso 85’ (rig.) | Marcatori | 32’ Denis |

| Arbitro: | Brighi (Cesena) |

|                           |           |                   |
| Palacio 14’ Palladino 67’ | Marcatori | 37’, 59’ Biabiany |

| Arbitro: | Peruzzo (Schio) |

|                         |           |               |
| Panucci 57’ Amoruso 86’ | Marcatori | 43’ Mudingayi |

| Arbitro: | Tagliavento (Terni) |

|                           |           |  |
| Burdisso 48’ Brighi 90+1’ | Marcatori |  |

| Arbitro: | Rizzoli (Bologna) |

|             |           |                                       |
| Amoruso 26’ | Marcatori | 4’ Salihamidžić 38’ (aut.) Castellini |

| Arbitro: | De Marco (Chiavari) |

|                             |           |              |
| Tavano 23’ C. Lucarelli 62’ | Marcatori | 68’ Zaccardo |

#### Girone di ritorno
| Parma 17 gennaio 2010, ore 15:00 CET 20ª giornata | Parma              | 0 – 0 referto | Udinese | Stadio Ennio Tardini (14 839 spett.)\| Arbitro: \| Baracani (Firenze) \| |
| Arbitro:                                          | Baracani (Firenze) |               |         |                                                                          |

| Arbitro: | Gervasoni (Mantova) |

|                                       |           |  |
| Mascara 15’ Martínez 71’ Morimoto 77’ | Marcatori |  |

| Arbitro: | Bergonzi (Genova) |

|             |           |               |
| Božinov 55’ | Marcatori | 59’ Balotelli |

| Arbitro: | Pierpaoli (Firenze) |

|                          |           |              |
| Cavani 62’ Simplício 86’ | Marcatori | 73’ Biabiany |

| Arbitro: | De Marco (Chiavari) |

|  |           |                          |
|  | Marcatori | 68’ Stendardo 88’ Zárate |

| Arbitro: | Russo (Nola) |

|                              |           |  |
| Zaccardo 6’ (aut.) Matri 39’ | Marcatori |  |

| Arbitro: | Rocchi (Firenze) |

|              |           |  |
| Zaccardo 54’ | Marcatori |  |

| Arbitro: | Gervasoni (Mantova) |

|                |           |              |
| Vergassola 69’ | Marcatori | 34’ Biabiany |

| Arbitro: | Saccani (Mantova) |

|             |           |  |
| Božinov 71’ | Marcatori |  |

| Arbitro: | Guida (Torre Annunziata) |

|              |           |                     |
| Masiello 85’ | Marcatori | 36’ (aut.) Belmonte |

| Arbitro: | Morganti (Ascoli Piceno) |

|             |           |  |
| Božinov 90’ | Marcatori |  |

| Verona 28 marzo 2010, ore 15:00 CEST 31ª giornata | Chievo        | 0 – 0 referto | Parma | Stadio Marcantonio Bentegodi (8 841 spett.)\| Arbitro: \| Doveri (Roma) \| |
| Arbitro:                                          | Doveri (Roma) |               |       |                                                                            |

| Arbitro: | De Marco (Chiavari) |

|             |           |                  |
| Božinov 68’ | Marcatori | 22’ De Silvestri |

| Arbitro: | Romeo (Verona) |

|                            |           |                                            |
| Quagliarella 3’ Hamšík 78’ | Marcatori | 63’ Antonelli 68’ A. Lucarelli 87’ Jiménez |

| Arbitro: | Banti (Livorno) |

|                                   |           |                            |
| Zaccardo 60’ Bocchetti 62’ (aut.) | Marcatori | 34’, 51’ Palacio 73’ Fatić |

| Arbitro: | Bergonzi (Genova) |

|                  |           |              |
| Di Vaio 38’, 50’ | Marcatori | 23’ Biabiany |

| Arbitro: | Rocchi (Firenze) |

|               |           |                     |
| Lanzafame 81’ | Marcatori | 5’ Totti 75’ Taddei |

| Arbitro: | Romeo (Verona) |

|                              |           |                                 |
| Del Piero 15’ Iaquinta 90+3’ | Marcatori | 20’, 35’ Lanzafame 85’ Biabiany |

| Arbitro: | Gallione (Alessandria) |

|                                             |           |                  |
| Lanzafame 45+1’, 46’ Morrone 49’ Crespo 90’ | Marcatori | 71’ Danilevičius |

### Coppa Italia
| Arbitro: | Candussio (Cervignano del Friuli) |

|                  |           |                           |
| A. Lucarelli 56’ | Marcatori | 45+1’ Juliano 63’ Bertani |

## Statistiche

### Statistiche di squadra
| Competizione | Punti | In casa | In casa | In casa | In casa | In casa | In casa | In trasferta | In trasferta | In trasferta | In trasferta | In trasferta | In trasferta | Totale | Totale | Totale | Totale | Totale | Totale | DR |
| Competizione | Punti | G       | V       | N       | P       | Gf      | Gs      | G            | V            | N            | P            | Gf           | Gs           | G      | V      | N      | P      | Gf     | Gs     | DR |
| ------------ | ----- | ------- | ------- | ------- | ------- | ------- | ------- | ------------ | ------------ | ------------ | ------------ | ------------ | ------------ | ------ | ------ | ------ | ------ | ------ | ------ | -- |
| Serie A      | 52    | 19      | 10      | 4       | 5       | 24      | 17      | 19           | 4            | 6            | 9            | 22           | 34           | 38     | 14     | 10     | 14     | 46     | 51     | -5 |
| Coppa Italia |       | 1       | 0       | 0       | 1       | 1       | 2       | 0            | 0            | 0            | 0            | 0            | 0            | 1      | 0      | 0      | 1      | 1      | 2      | -1 |
| Totale       | 52    | 20      | 10      | 4       | 6       | 25      | 19      | 19           | 4            | 6            | 9            | 22           | 34           | 39     | 14     | 10     | 15     | 47     | 53     | -6 |

### Andamento in campionato
| Giornata  | 1 | 2 | 3 | 4 | 5 | 6 | 7 | 8 | 9 | 10 | 11 | 12 | 13 | 14 | 15 | 16 | 17 | 18 | 19 | 20 | 21 | 22 | 23 | 24 | 25 | 26 | 27 | 28 | 29 | 30 | 31 | 32 | 33 | 34 | 35 | 36 | 37 | 38 |
| --------- | - | - | - | - | - | - | - | - | - | -- | -- | -- | -- | -- | -- | -- | -- | -- | -- | -- | -- | -- | -- | -- | -- | -- | -- | -- | -- | -- | -- | -- | -- | -- | -- | -- | -- | -- |
| Luogo     | T | C | T | C | T | C | T | C | T | C  | T  | C  | T  | C  | T  | C  | T  | C  | T  | C  | T  | C  | T  | C  | T  | C  | T  | C  | T  | C  | T  | C  | T  | C  | T  | C  | T  | C  |
| Risultato | N | V | P | V | V | P | N | V | P | V  | P  | V  | V  | N  | N  | V  | P  | P  | P  | N  | P  | N  | P  | P  | P  | V  | N  | V  | N  | V  | N  | N  | V  | P  | P  | P  | V  | V  |
| Posizione | 7 | 6 | 9 | 5 | 6 | 7 | 9 | 5 | 8 | 4  | 8  | 7  | 5  | 5  | 4  | 4  | 5  | 7  | 10 | 10 | 12 | 12 | 12 | 12 | 13 | 12 | 14 | 12 | 12 | 11 | 11 | 11 | 9  | 10 | 10 | 11 | 9  | 8  |

Legenda:

Luogo: C = Casa; T = Trasferta. Risultato: V = Vittoria; N = Pareggio; P = Sconfitta.

### Statistiche dei giocatori
| Giocatore     | Serie A  | Serie A | Serie A     | Serie A    | Coppa Italia | Coppa Italia | Coppa Italia | Coppa Italia | Totale   | Totale | Totale      | Totale     |
| Giocatore     | Presenze | Reti    | Ammonizioni | Espulsioni | Presenze     | Reti         | Ammonizioni  | Espulsioni   | Presenze | Reti   | Ammonizioni | Espulsioni |
| ------------- | -------- | ------- | ----------- | ---------- | ------------ | ------------ | ------------ | ------------ | -------- | ------ | ----------- | ---------- |
| N. Amoruso    | 17       | 5       | 2           | 0          | 0            | 0            | 0            | 0            | 17       | 5      | 2           | 0          |
| L. Antonelli  | 24       | 1       | 1           | 0          | 1            | 0            | 0            | 0            | 25       | 1      | 1           | 0          |
| P. Baccolo    | 0        | 0       | 0           | 0          | 0            | 0            | 0            | 0            | 0        | 0      | 0           | 0          |
| J. Biabiany   | 29       | 6       | 4           | 0          | 1            | 0            | 0            | 0            | 30       | 6      | 4           | 0          |
| V. Božinov    | 30       | 8       | 2           | 0          | 1            | 0            | 1            | 0            | 31       | 8      | 3           | 0          |
| A. Budel      | 1        | 0       | 0           | 0          | 0            | 0            | 0            | 0            | 1        | 0      | 0           | 0          |
| P. Castellini | 28       | 0       | 2           | 0          | 1            | 0            | 0            | 0            | 29       | 0      | 2           | 0          |
| M. Coppola    | -        | -       | -           | -          | 0            | 0            | 0            | 0            | 0        | 0      | 0           | 0          |
| N. Córdova    | 0        | 0       | 0           | 0          | 1            | 0            | 0            | 0            | 1        | 0      | 0           | 0          |
| H. Crespo     | 13       | 3       | 0           | 0          | 0            | 0            | 0            | 0            | 13       | 3      | 0           | 0          |
| P. Dellafiore | 23       | 0       | 6           | 0          | 0            | 0            | 0            | 0            | 23       | 0      | 6           | 0          |
| B. Džemaili   | 19       | 1       | 5           | 0          | 0            | 0            | 0            | 0            | 19       | 1      | 5           | 0          |
| L. Galassi    | 0        | 0       | 0           | 0          | 0            | 0            | 0            | 0            | 0        | 0      | 0           | 0          |
| D. Galloppa   | 34       | 2       | 9           | 1          | 1            | 0            | 0            | 0            | 35       | 2      | 9           | 1          |
| A. Gigli      | 1        | 0       | 0           | 0          | 0            | 0            | 0            | 0            | 1        | 0      | 0           | 0          |
| L. Jiménez    | 12       | 1       | 4           | 1          | 0            | 0            | 0            | 0            | 12       | 1      | 4           | 1          |
| D. Lanzafame  | 27       | 7       | 5           | 0          | 1            | 0            | 0            | 0            | 28       | 7      | 5           | 0          |
| A. Lucarelli  | 33       | 2       | 10          | 0          | 1            | 1            | 0            | 0            | 34       | 3      | 10          | 0          |
| F. Lunardini  | 18       | 0       | 3           | 0          | 0            | 0            | 0            | 0            | 18       | 0      | 3           | 0          |
| A. Manzoni    | 1        | 0       | 0           | 0          | 0            | 0            | 0            | 0            | 1        | 0      | 0           | 0          |
| M. Mariga     | 9        | 0       | 0           | 0          | 1            | 0            | 0            | 0            | 10       | 0      | 0           | 0          |
| A. Mirante    | 37       | -49     | 2           | 0          | 1            | -2           | 0            | 0            | 38       | -51    | 2           | 0          |
| S. Morrone    | 31       | 1       | 9           | 0          | 0            | 0            | 0            | 0            | 31       | 1      | 9           | 0          |
| M. Paci       | 27       | 0       | 8           | 0          | 1            | 0            | 0            | 0            | 28       | 0      | 8           | 0          |
| A. Paloschi   | 17       | 4       | 2           | 0          | 1            | 0            | 0            | 0            | 18       | 4      | 2           | 0          |
| C. Panucci    | 19       | 1       | 7           | 0          | 1            | 0            | 0            | 0            | 20       | 1      | 7           | 0          |
| R. Pasi       | 1        | 0       | 0           | 0          | 0            | 0            | 0            | 0            | 1        | 0      | 0           | 0          |
| N. Pavarini   | 2        | -2      | 1           | 0          | 0            | 0            | 0            | 0            | 2        | -2     | 1           | 0          |
| A. Pisanu     | 0        | 0       | 0           | 0          | 0            | 0            | 0            | 0            | 0        | 0      | 0           | 0          |
| S. Russo      | 0        | -0      | 0           | 0          | 0            | 0            | 0            | 0            | 0        | 0      | 0           | 0          |
| Z. Tamási     | 0        | 0       | 0           | 0          | 0            | 0            | 0            | 0            | 0        | 0      | 0           | 0          |
| M. Traoré     | -        | -       | -           | -          | -            | -            | -            | -            | -        | -      | -           | -          |
| F. Valiani    | 14       | 0       | 5           | 0          | 0            | 0            | 0            | 0            | 14       | 0      | 5           | 0          |
| F. Vinícius   | 0        | 0       | 0           | 0          | 0            | 0            | 0            | 0            | 0        | 0      | 0           | 0          |
| C. Zaccardo   | 34       | 4       | 5           | 1          | 0            | 0            | 0            | 0            | 34       | 4      | 5           | 1          |
| D. Zenoni     | 19       | 0       | 2           | 0          | 1            | 0            | 0            | 0            | 20       | 0      | 2           | 0          |